# Schizaphis thunebergi
Schizaphis thunebergi är en insektsart. Schizaphis thunebergi ingår i släktet Schizaphis och familjen långrörsbladlöss. Inga underarter finns listade i Catalogue of Life.